# Zaireichthys rotundiceps
Zaireichthys rotundiceps is een straalvinnige vissensoort uit de familie van de kuilwangmeervallen (Amphiliidae). De wetenschappelijke naam van de soort is voor het eerst geldig gepubliceerd in 1905 door Hilgendorf.